# 1985년 삼성 라이온즈 시즌
1985년 삼성 라이온즈 시즌은 KBO 리그에서 프로 야구단 삼성 라이온즈의 1985년 시즌을 일컫는다. 1984 시즌부터 삼성 라이온즈의 감독을 맡게 된 김영덕 감독은 첫 시즌 때 준우승에 머물렀으나 두 번째 시즌에서는 우승이라는 아주 큰 결실을 거두었다. 삼성 라이온즈는 전기 리그에서 1위, 후기 리그에서도 1위를 거둠으로써 별도의 한국시리즈를 치를 필요 없이 바로 시즌 통합 우승을 이뤄 냈다. 삼성 라이온즈 창단 이래 첫 번째 우승이다. 전•후기 리그의 성적을 모두 합쳐 시즌 전체 팀 승률이 0.706이었고, 이것은 한국 프로 야구 역사상 여전히 깨지지 않은 역대 최고의 팀 승률 기록으로 유지되어 오고 있다. 더욱이 1위 구단과 2위 구단의 게임차가 무려 18.5 게임이라는 기록 또한 동반되었다. 특히 전기 리그에는 승률 0.741로 역대 기별 최고 승률을 기록했다. 그만큼 1985 시즌에는 삼성 라이온즈를 제대로 상대할 수 있는 구단이 없을 정도로 삼성 라이온즈는 압도적인 1위를 고수하였다.한편, 한 팀이 전기와 후기 리그 모두 1위를 하여 포스트시즌 자체가 열리지 않은 경우가 처음 발생하자 1985 시즌을 기점으로 한국 야구 위원회 (KBO)가 포스트시즌 제도를 또 다시 수정하는 계기가 되기도 했다.

## 오프 시즌
삼성 라이온즈는 프로 야구 원년부터 상위권 성적을 올리긴 했으나 정작 1982 시즌과 1984 시즌 한국시리즈에서 패하여 아쉽게 준우승에만 머무른 바 있다. 구단 수뇌부는 우승이란 목표를 달성하기 위해 기존의 한계를 극복하고자 매우 큰 전환점을 마련하였는데, 바로 대한민국의 야구단 중 최초로 미국 메이저 리그로 전지 훈련을 떠나는 것이었다.
삼성 라이온즈는 미국 플로리다에 있는 로스앤젤레스 다저스의 스프링 캠프로 전지 훈련을 떠났고, 그곳에서 마이너 리그 팀과 경기를 펼치면서 전력의 격차를 뼈저리게 느꼈다. 그러면서 삼성 구단은 차츰 선진 야구 체계를 배워 나갔다.

## 정규 시즌
삼성 라이온즈는 시즌 내내 압도적인 1위를 고수하였다. 그 과정에서 13연승을 기록하기도 했다.

### 선수 구성
- 선발투수: 김시진, 김일융, 황규봉
- 구원투수: 진동한, 성낙수
- 마무리투수: 권영호, 권기홍, 양일환, 송진호, 김준희
- 포수: 이만수, 송일수, 손상대
- 1루수: 함학수, 홍순호
- 2루수: 김성래, 정진호, 김동재
- 유격수: 배대웅, 오대석
- 3루수: 김용국, 김한근, 김근석, 김성갑
- 좌익수: 장효조
- 중견수: 장태수, 정현발
- 우익수: 허규옥, 이종두, 홍승규
- 지명타자: 이해창, 박승호, 박찬, 황병일, 김이수

### 투수진
기존의 삼성 라이온즈의 에이스 우완 투수 김시진과 1984년부터 합류한 재일 교포 출신의 좌완 투수 김일융이 똑같이 25승씩 거둠으로써 시즌 최다 승리 타이틀(김시진-21선발승으로 선발승 1위 김일융-20선발승으로 선발승 2위)을 공동 수상할 정도로 매우 큰 활약을 펼쳤다. 한 팀에서 두 투수의 승수 합이 50승이 된 것은 한국 프로 야구 사상 처음이었다. 또한 마무리 투수로 보직을 옮긴 첫 시즌 권영호가 26세이브 및 2구원승 (28 SP)을 기록하여 시즌 구원왕 타이틀을 차지할 정도로 뛰어난 활약을 펼쳤다.
특히 앞서 언급한 선수들 중 김일융은 20선발승으로 역대 좌완투수 최다 선발승을 기록했지만 그 이후 1995년 이상훈, 2014년 밴 헤켄, 2017년 양현종에 의해 타이 기록이 되기도 했고 선발로만 21승을 거둔 김시진은 2년 뒤인 1987년 21선발승으로 최다 선발승(84년(15선발승), 85년에 이어 세 번째 최다 선발승) 타이틀을 차지했으나 이 기록은 2007년 리오스가 22선발승을 거두어 역대 단일시즌 최다 선발승 3위(1위-83년 장명부 28선발승)로 내려가기도 했다.
한편, 황규봉이 선발로만 14승을 거두어 그 해 국내 투수 선발승 2위에 오르기도 했다.
아울러,  김시진 김일융 황규봉이 21선발승(김시진) 20선발승(김일융)  14선발승(황규봉) 으로 선발승 1~3위에 랭크됐는데 공동 기록 없이 단독으로만 선발승 1~3위를 독차지한 사례는 이 해(1985년) 삼성이 유일하다.

### 야수진
기존의 스타 플레이어들은 변함없이 최고의 활약을 선보였다. 장효조는 1983 시즌에 이어 두 번째 수위 타자가 되었고, 1983 시즌부터 3년 연속 출루율 1위를 기록하였다. 이만수는 포수로서 최고의 시즌을 보냈다. 김시진, 김일융, 권영호 등의 투수들과 호흡을 맞추며 투수 리드 및 수비력에 대해 한 단계 더 높은 평가를 받았고, 시즌 최다 홈런과 최다 타점을 기록하면서 타격면에서도 여전히 팀의 4번 타자로 뛰어난 활약을 펼쳐 보였다.
그 밖에 장태수와 박승호가 각각 외야수와 지명 타자로서 계속 주전으로 활약하였다.
1984년에 입단한 신인 김성래는 2년차인 1985 시즌부터 점차 주전으로 자리를 잡아 나갔고, 1985년 갓 입단한 신인 동기 김용국과 이종두가 각각 3루수와 외야수로서 첫 시즌부터 주전급으로 활약하였다.

### 정규 시즌 성적
| 전기 리그 성적 - 경기수: 55 - 승: 40 - 무: 1 - 패: 14 - 승률: 0.741 - 순위: 1위 | 후기 리그 성적 - 경기수: 55 - 승: 37 - 무: 0 - 패: 18 - 승률: 0.673 - 순위: 1위 | 통합 성적 - 경기수: 110 - 승: 77 - 무: 1 - 패: 32 - 승률: 0.706 - 순위: 1위 |

## 올스타전
- 올스타 선발: 김시진 (투수), 이만수 (포수), 오대석 (유격수), 장효조 (외야수)
- 올스타전 추천선수: 권영호, 황규봉, 김일융, 김성래, 이해창

올스타전에서 김시진은 호투를 함으로써 올스타전 최우수 선수 (MVP)가 되었고, 한국 프로 야구 역사상 투수가 올스타전 MVP가 된 첫 번째 선수가 되었다. 그는 부상으로 당시 시가 478만 원짜리 대우 세단 "맵시나"를 받으면서 제세공과금 140만 원을 냈고, 그는 이미 승용차를 보유하고 있었기 때문에 이웃에게 시가보다 78만 원 깎아서 400만 원에 팔았다고 전했다. 그런데 올스타전 이후 갖가지 회식에서 이른바 '한턱'을 내면서 도리어 상품값보다 더 많은 지출을 해야 했다고 털어 놓았다.

## 타이틀
- 김영덕 - 최우수 감독상.
- 김시진 - 골든 글러브 투수 부문, 최다 승리 공동 1위 (25승)(21선발승으로 선발승 1위), 최다 탈삼진 1위 (126개), 승률 1위 (0.833).
- 김일융 - 최다 승리 공동 1위 (25승)(20선발승으로 선발승 2위).
- 권영호 - 세이브 1위 (26세이브).
- 이만수 - 골든 글러브 포수 부문, 홈런 1위 (22개), 타점 1위 (87점), 승리 타점 1위 (13점).
- 장효조 - 골든 글러브 외야수 부문, 타율 1위 (0.373), 출루율 1위 (0.467).

- 컴투스프로야구 삼성 라이온즈 베스트 라인업: 김시진 (선발투수)
- 컴투스프로야구2022 타이틀홀더 라인업: 김시진 (선발투수)
- 컴투스프로야구 80년대 올스타: 김시진 (선발투수)
- 컴투스프로야구 80년대 삼성 라이온즈 라인업: 김시진 (선발투수), 권영호 (마무리투수), 허규옥 (우익수)
- 컴투스프로야구 나때는 말이야 라인업: 김시진 (선발투수)

한편, 압도적으로 우승을 한 데다 각 개인 부문 타이틀을 다량 석권한 삼성 라이온즈의 선수들이었기에 정규 시즌 최우수 선수 (MVP) 또한 삼성 소속 선수들 중 한 명일 것이라고 어느 누구도 의심하지 않았다. 하지만 정작 최우수 선수 후보에 삼성 선수들이 대거 오르면서 투표단의 표가 분산되었고, 어부지리로 해태 타이거즈의 김성한이 최우수 선수상을 받게 되었다.

## 여담
- 이만수는 KBO 리그 사상 최초의 단일 시즌 두 자릿수 희생플라이를 기록했다.
- 김시진은 구단 사상 단일 시즌 최고 WAR(10.83)을 기록했다.
- 장효조는 이 시즌 KBO 리그 역대 단일 시즌 청보 핀토스 상대 최다 타점(24) 기록을 세웠다.
- 권영호는 이 시즌 KBO 리그 역대 단일 시즌 청보 핀토스 상대 최다 세이브(8) 기록을 세웠다.
- 김시진은 이 시즌 KBO 리그 역대 단일 시즌 삼미 슈퍼스타즈 상대 최다 탈삼진(53), 최다 볼넷 허용(39) 기록을 세웠다.
- 1986 신인드래프트에서 이성근은 구단 사상 최초로 1차 지명된 포수가 되었다.
- 삼성 라이온즈는 1986 신인 드래프트에서 KBO 리그 사상 최초로 2차 지명에서 투수, 포수, 내야수, 외야수까지 모든 포지션의 선수를 지명하는 등 무려 16명을 지명했다. 다만 이 중 투수 곽현태 한 명만 입단했다.
- 이 시즌은 전년도 준우승팀이 우승을 하고, 전년도 우승팀이 준우승을 한 KBO 리그 최초의 시즌이다.
- 김영덕 감독은 이 시즌에 감독으로서 마지막 우승을 경험했다. 그는 감독 통산 포스트시즌 승률 0.412에 그쳤음에도 2차례 우승을 경험하여 KBO 리그 역대 우승 감독들 중 통산 포스트시즌 최저 승률 기록을 세웠다.